# Imad Basu
Imad Basu –en árabe, عماد باسو– (nacido el 4 de julio de 1993) es un deportista marroquí que compite en judo. Ganó seis medallas en el Campeonato Africano de Judo entre los años 2015 y 2022.

## Palmarés internacional
| Campeonato Africano | Campeonato Africano         | Campeonato Africano | Campeonato Africano |
| Año                 | Lugar                       | Medalla             | Categoría           |
| ------------------- | --------------------------- | ------------------- | ------------------- |
| 2015                | Libreville (Gabón)          | Medalla de bronce   | –66 kg              |
| 2016                | Túnez (Túnez)               | Medalla de oro      | –66 kg              |
| 2018                | Túnez (Túnez)               | Medalla de bronce   | –66 kg              |
| 2019                | Ciudad del Cabo (Sudáfrica) | Medalla de plata    | –66 kg              |
| 2020                | Antananarivo (Madagascar)   | Medalla de bronce   | –66 kg              |
| 2022                | Orán (Argelia)              | Medalla de bronce   | –66 kg              |